# Wolgast
Wolgast är en stad i förbundslandet Mecklenburg-Vorpommern, nordöstra Tyskland, med omkring 12 100 invånare, belägen vid Östersjön, ca 30 km väster om den polska gränsen. Staden ligger i distriktet Vorpommern-Greifswald.
Staden ingår i kommunalförbundet Amt Am Peenestrom tillsammans med kommunerna Buggenhagen, Krummin, Lütow Sauzin och Zemitz.

## Historia

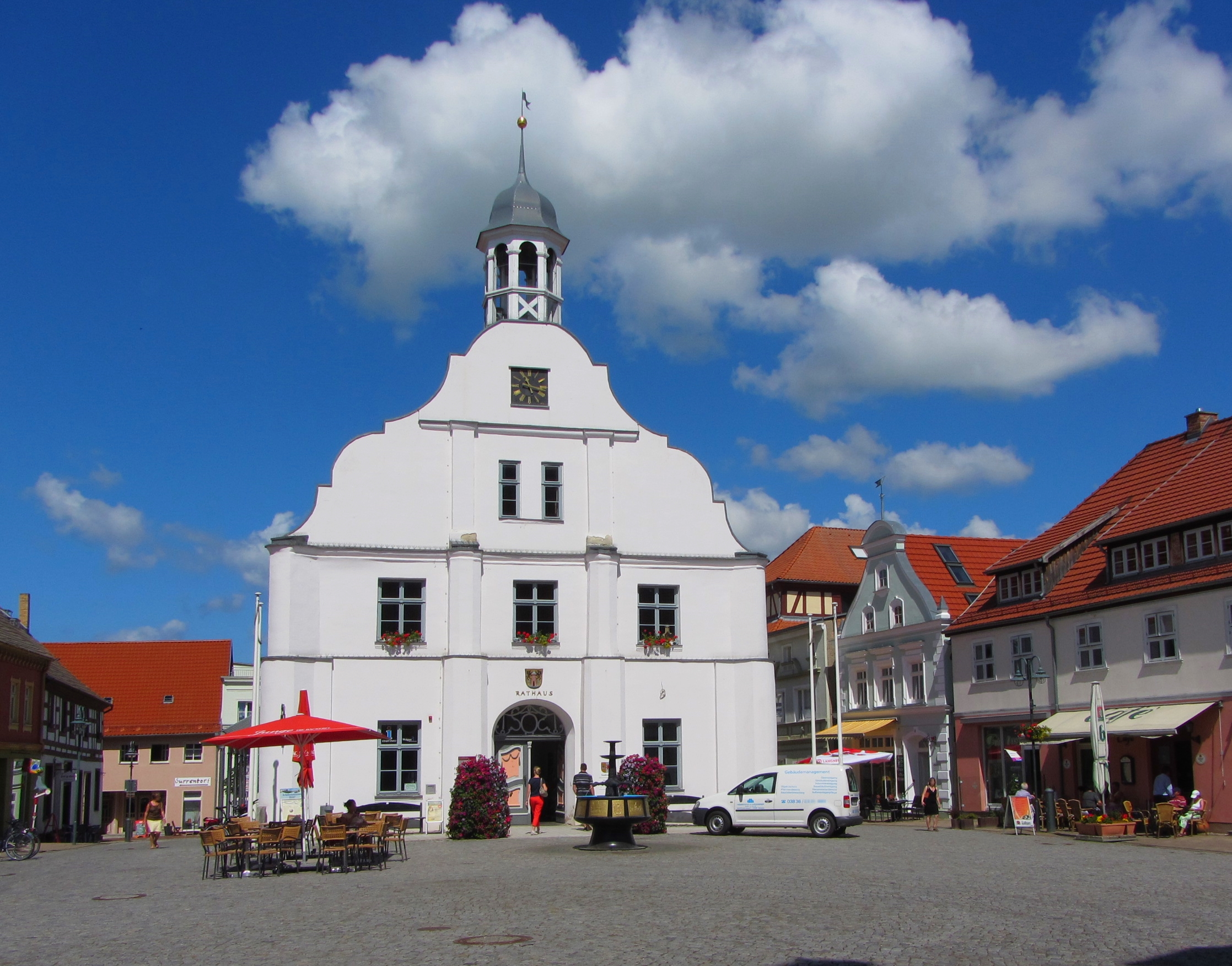
Rathaus Wolgast

Fram till 1100-talet fanns en slavisk boplats vid nuvarande stället av Wolgast. Under 1100-talet missionerades Wolgast, liksom hela regionen Pommern, av missionären Otto av Bamberg (1128). Vid denna tid byggdes den första kyrkan (träkyrka) vid platsen av den nuvarande St. Petrikyrkan. Under 1200-talet utvecklades boplatsen och staden Wolgast erhöll sina stadsrättigheter 1257.  Mellan 1296 och 1625 var staden tidvis hertigarnas av Pommern-Wolgast residens. Under 1500-talet ombyggdes den existerande borgen till ett slott, som uppfördes i renaissansstil.
Under trettioåriga kriget intogs och plundrades Wolgast flera gånger av växlande krigsmakter. 1628 intogs staden av Wallenstein och hans trupper, 1630 av svenskarna, 1637 av de kejserliga och återigen av svenskarna år 1638. Efter trettioåriga kriget blev Wolgast svensk besittning. Under skånska kriget 1675-79 intogs staden den 10 november 1675 av Brandenburg men återgick till Sverige efter freden 1679. Under det stora nordiska kriget brändes och plundrades staden av ryska trupper två gånger (1713 och 1715). Wolgast var en svensk stad fram till 1815, när staden blev preussisk, liksom hela svenska provinsen Pommern .
Under slutet av 1700-talet var stadens främsta näring handeln, och i första hand export av spannmål och viktualievaror (livsmedel) på Stockholm.
Industrin i Wolgast utvecklades under 1800-talet, när en snickerifabrik, brännvinsbränneri och ett järnverk (1888) grundades. 1863 anlades bibanor från Züssow till Wolgast, som anslöt Wolgast vid järnvägen mellan Stettin och Stralsund.
Svensk-norska vicekonsulatet i Wolgast existerade 1815-1903, då det drogs in.

### Wolgast efter 1945
Wolgast klarade sig undan större förstörelse under världskrigen. Staden lämnades över utan strid i andra världskrigets slutskede. Under DDR-tiden grundades Peenevarvet. Varvet byggde militära fartyg med 3500 anställda och staden utvecklades till en stödjepunkt för den östtyska marinen. Efter Östtysklands sammanbrott och den tyska återföreningen restaurerades den historiska stadskärnan liksom de bostadsområden som byggts efter andra världskriget. Marinen lämnade staden efter återföreningen och på grund av arbetslöshet och utflyttning har stadens befolkningstal minskat.

## Sevärdheter
- Välbevarad stadskärna
- St. Petrikyrkan, gotisk kyrka från 1300-talet
- Gamla Rådhuset från 1700-talet

## Vänorter
Wolgast har följande vänorter:
- Karlino, Polen
- Nexø, Danmark
- Rantrum, Tyskland
- Sölvesborgs kommun, Sverige
- Wedel, Tyskland

## Befolkningsutveckling
Befolkningsutveckling  i Wolgast
Källa:,,,,,
 

## Galleri

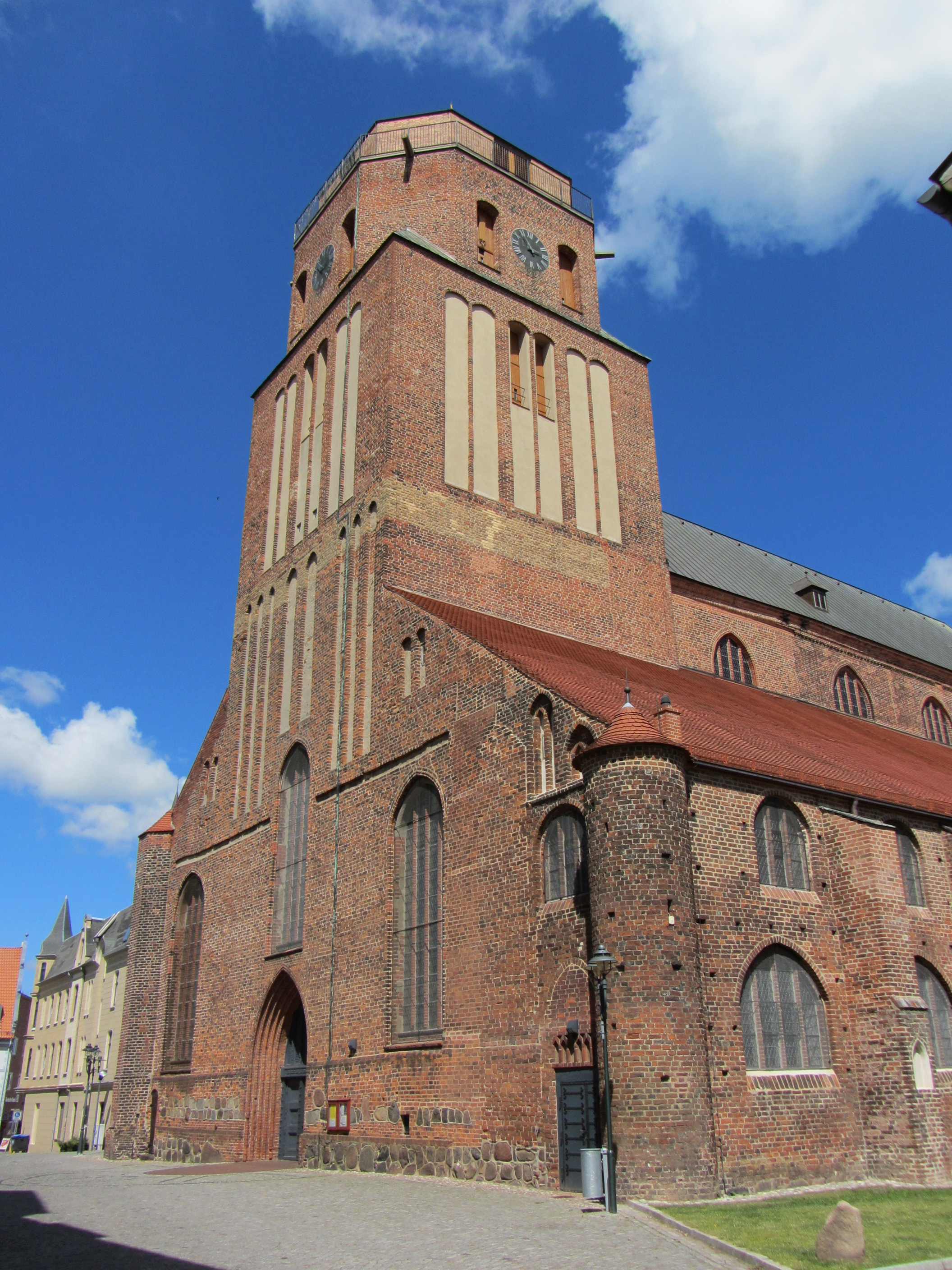
St. Petrikyrkan i Wolgast
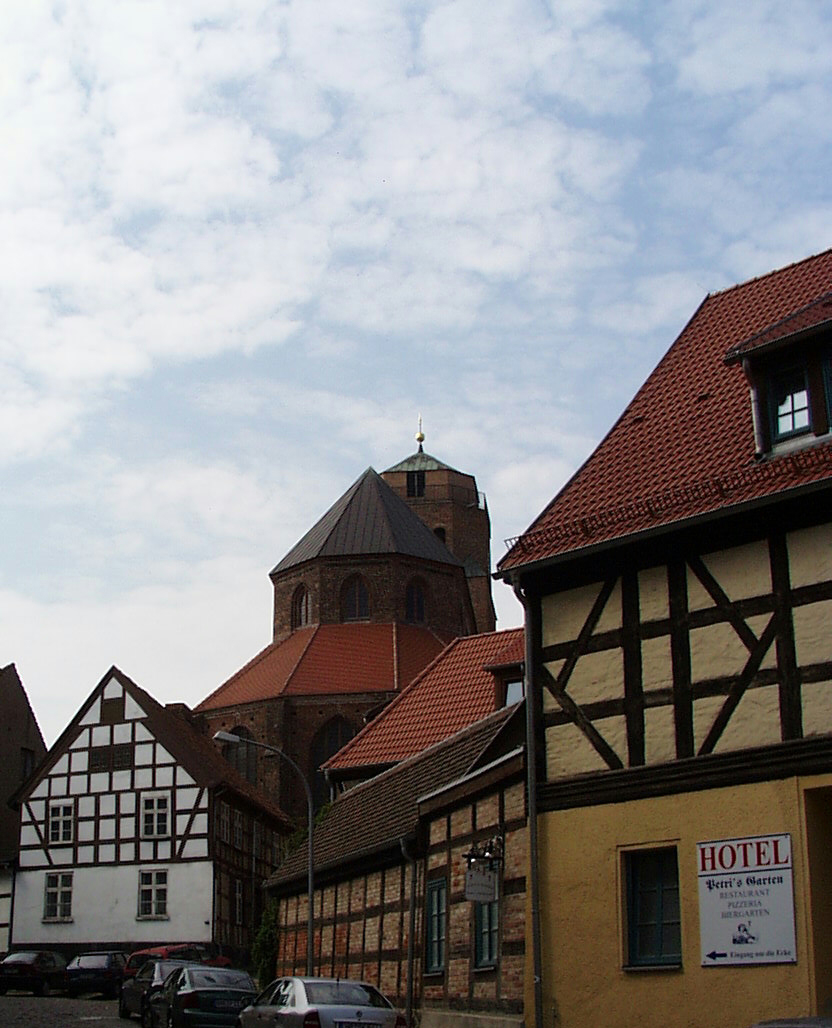
Korsvirkehus i Wolgast
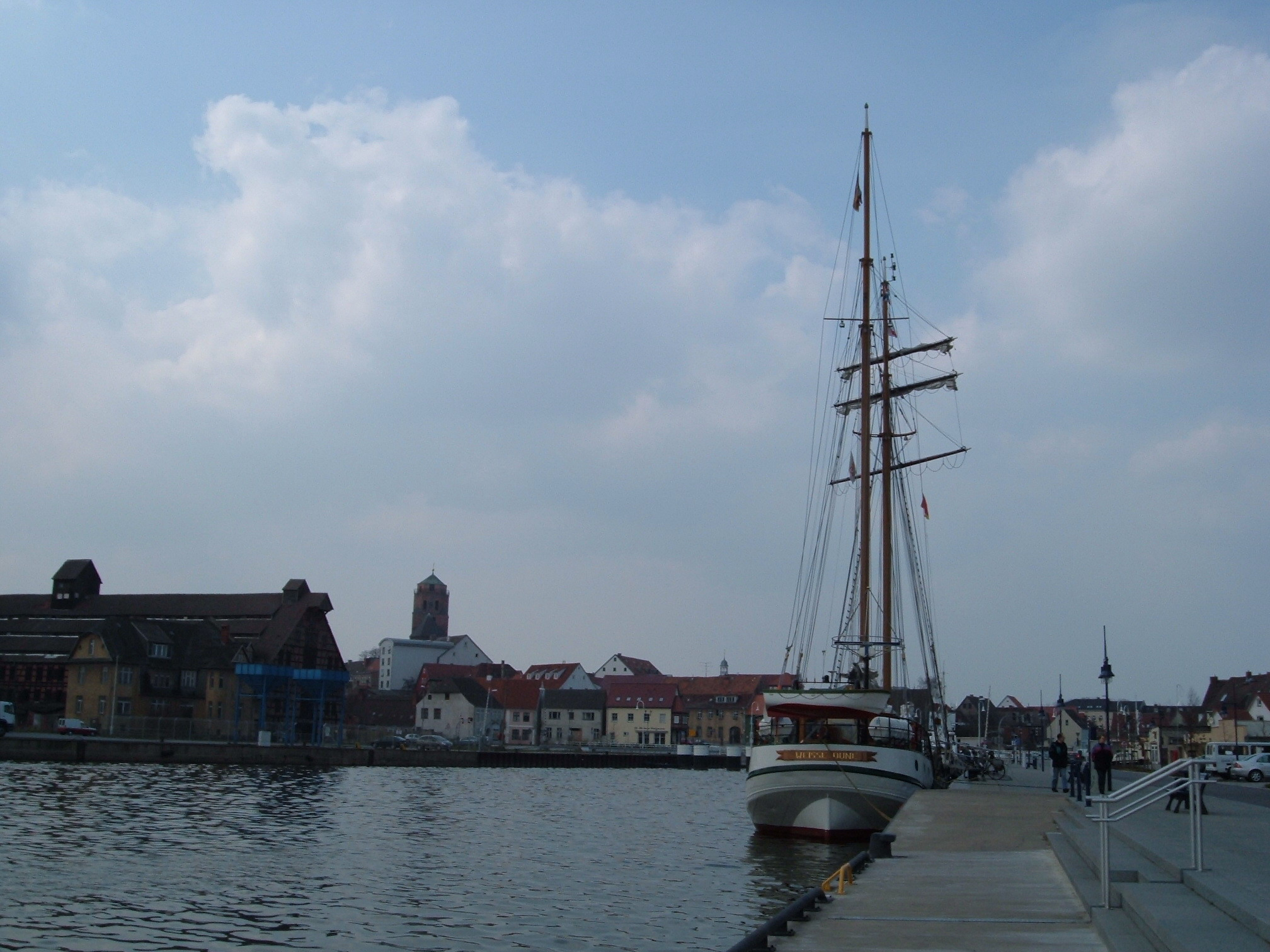
Wolgasts hamn
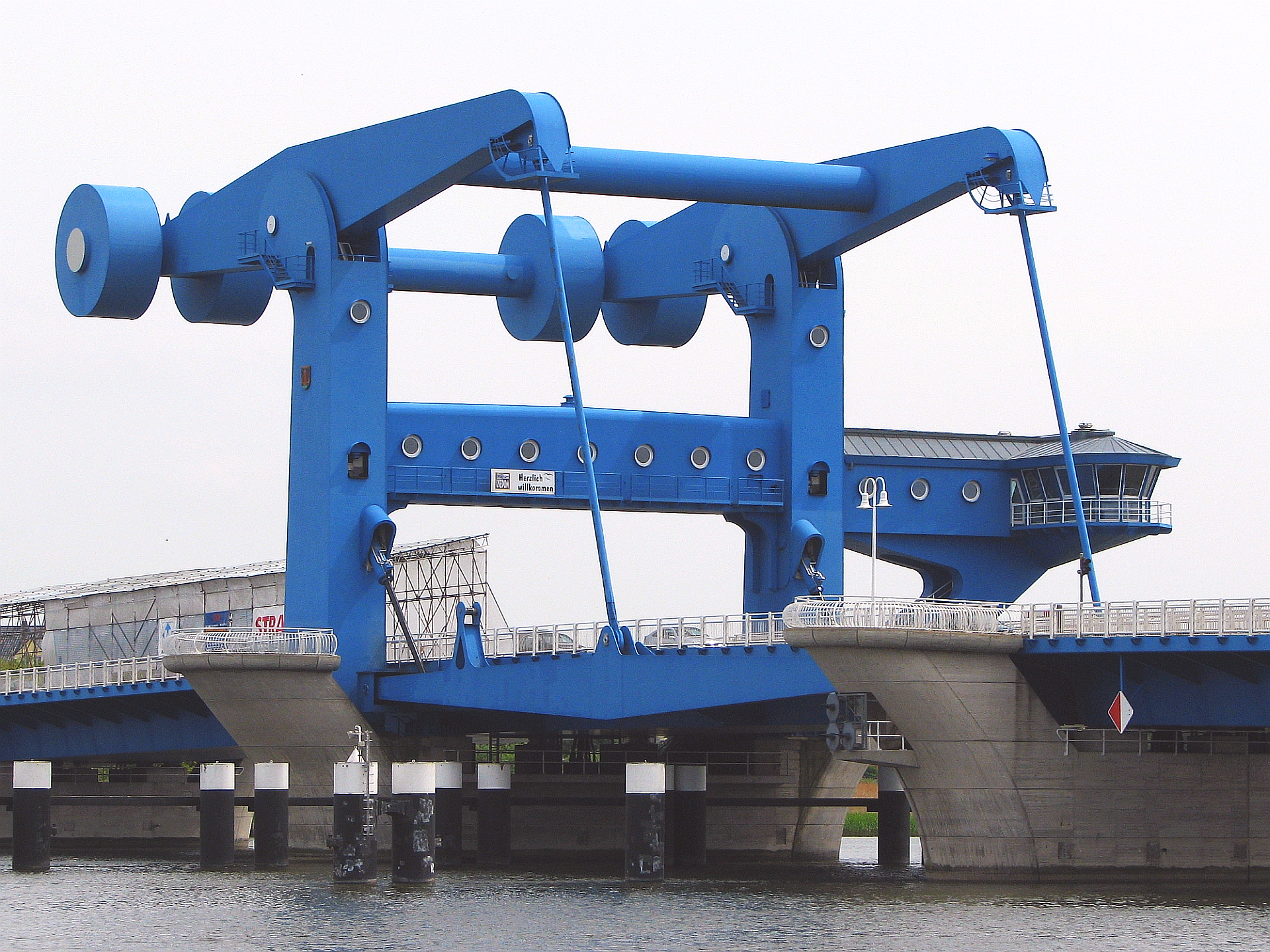
Peenebrücke Wolgast.